# オースティン (ミネソタ州)

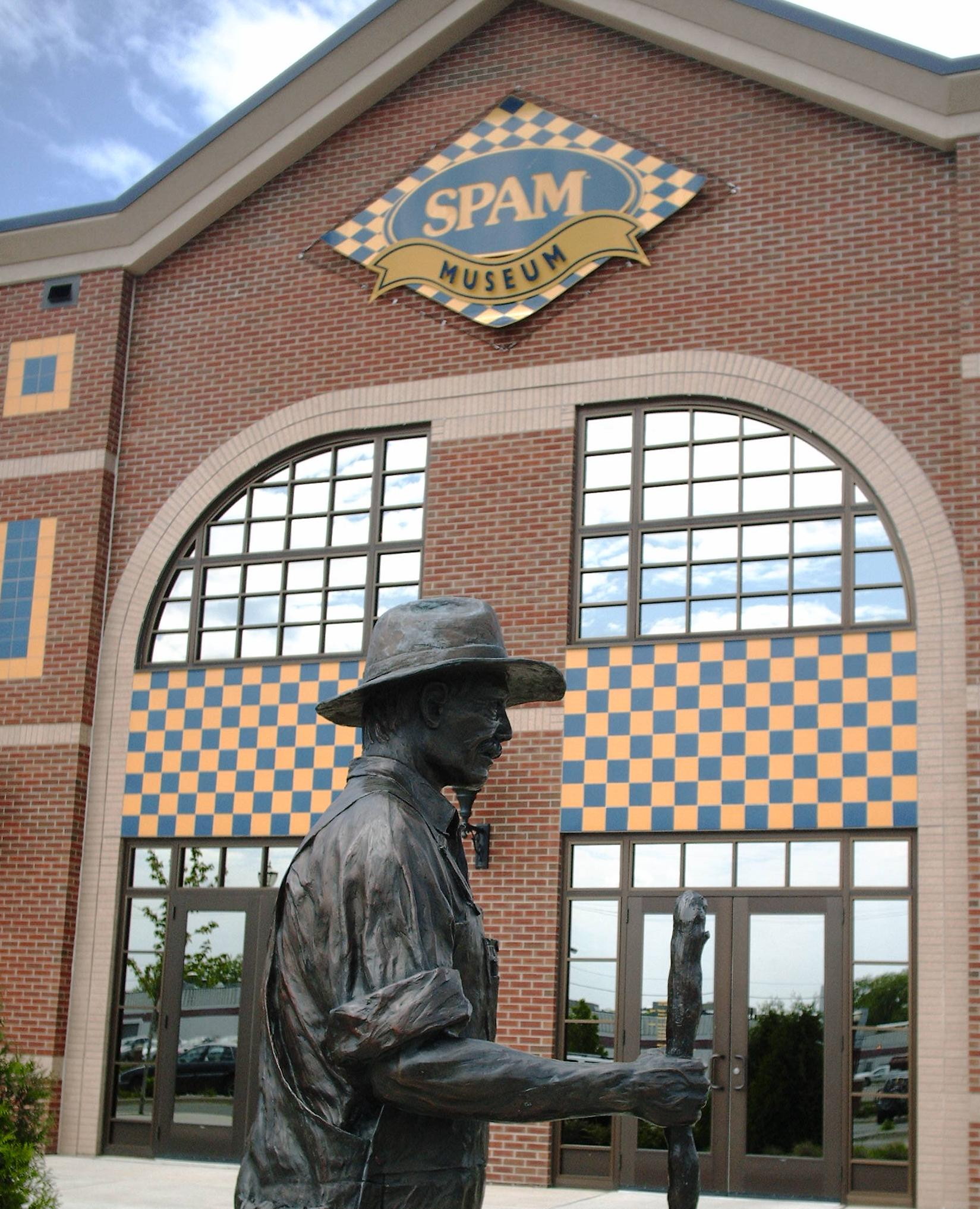
ホーメル社のスパム博物館

オースティン（Austin）は、アメリカ合衆国ミネソタ州南東部の都市。モーア郡の郡庁所在地である。人口は2万6174人（2020年）。市域は州間高速道路90号線と国道218号線の交点を中心に広がっている。 
オースティンはスパムで知られるホーメル社が本社を置く街として知られる。それ故に市は「スパムタウンUSA」という別名を持っている。市にはスパム博物館もある。
1984年8月から1985年6月にかけて、ホーメル社では大規模なストライキが起こり、当時のミネソタ州知事が軍隊の出動を要請する事態にまでなった。このストライキを題材としたドキュメンタリー映画、アメリカン・ドリームはアカデミー長編ドキュメンタリー映画賞を受賞した。市は未だに労働組合の問題をめぐって2つに割れている。

## 歴史
1853年、オースティン・ニコルスはシダー川（Cedar River）のほとりにこの地で最初の住居となる丸太小屋を建てた。ニコルスはここに長く住むことはなく、翌1854年にシャウンシー・レベリッヒに丸太小屋を売却した。レベリッヒは最初の製材所を建て、初期の入植者たちに木材を提供した。また同じ年、丸太小屋のそばには学校も開校した。1855年にはこの地で最初の教会堂となるメソジストの教会堂が建てられた。1856年にはモウワー郡が成立した。また、この地にはニコルスにちなんでオースティンという地名がつけられた。同じ年、町では最初の医院と最初のホテルが開業した。

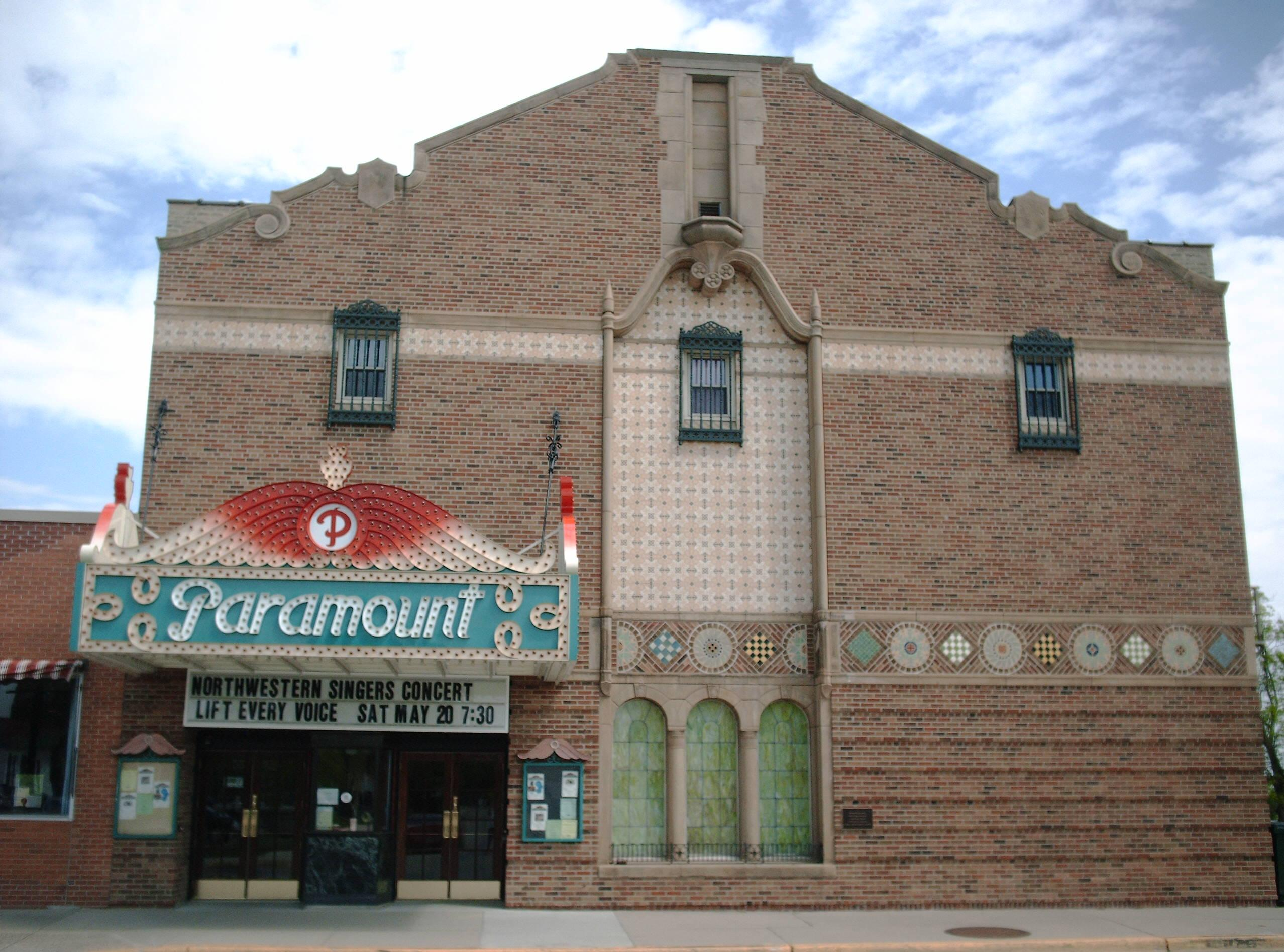
パラマウント・シアター。国の史跡に指定されている。

1857年、W.A.ウッドソンはオースティンで豚肉の生産を始めた。またこの年、オースティンには会衆派教会の最初の教会堂が建てられた。1858年にはこの町で初めての新聞が創刊し、図書館が建てられ、公共設備や街灯の整備も進んだ。1865年には町の学校に初めて校舎ができた。翌1866年には初めての銀行が開行した。1867年から1869年にかけてはシカゴ、ミルウォーキー、セントポールとオースティンとを結ぶ鉄道が次々と開業した。これらの鉄道の開通により、オースティンは鉄道交通のハブとしての役割を担うようになり、産業も発展していった。1885年には、シカゴ・グレート・ウェスタン鉄道が開通した。
1892年、ジョージ・A・ホーメルはホーメル社を創業した。このホーメル社は、後にスパムで知られ、オースティンの雇用を支える町きっての大企業へと成長していった。
この頃、O.H.ヘッジ博士と地域一帯のルーテル教会員たちは、オースティン病院協会を設立し、非営利団体として聖オラフ病院を設立した。1897年には、チャールズ・ブーストロムが南ミネソタ普通大学とオースティン商科大学を開校した。この2校の大学は1925年まで存続した。

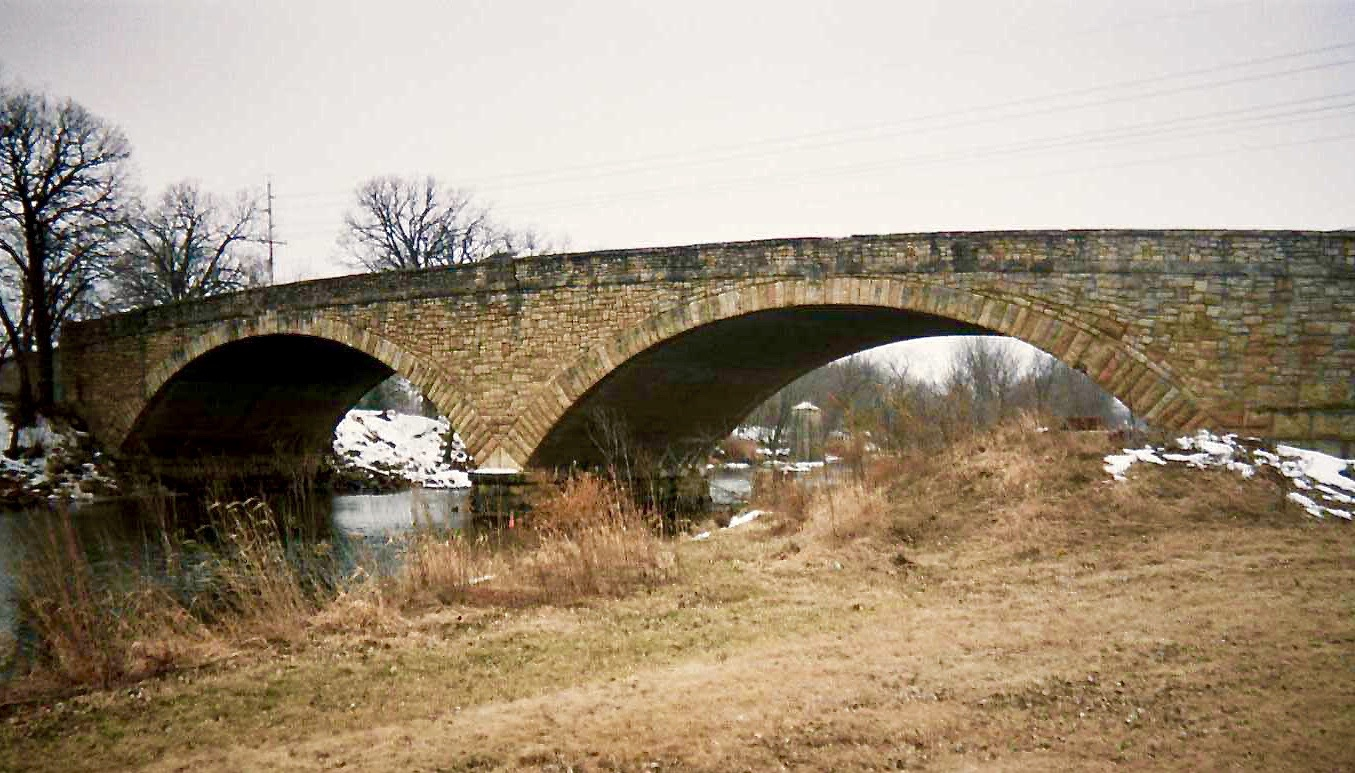
1934年に完成したルーズベルト・ブリッジ。南東4thストリートでシダー川に架かっている。もとはシカゴ・グレート・ウェスタン鉄道の鉄道橋であった。

1902年にはオースティン公園理事会が設立され、市の公園の建設・維持を進めた。1903年には今日の市政の基礎がほぼ確立された。1904年にはアンドリュー・カーネギーの寄付を受け、オースティン公立図書館が開館した。1939年にはレクリエーション理事会が発足した。公園理事会とレクリエーション理事会は1949年に合併し、オースティン公園・レクリエーション理事会となった。
1965年9月30日、シカゴ・グレート・ウェスタン鉄道の最後の列車がオースティンを発った。これ以後、オースティンに旅客鉄道が停車することはなくなり、市は19世紀半ばからの鉄道のハブとしての役割を終えた。現在では、オースティンは専らホーメル社の企業城下町、「スパムの町」としてのみ知られている。

## 地理

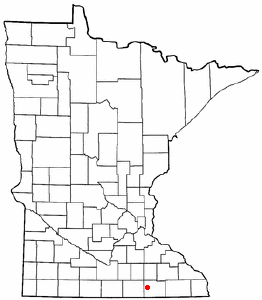
ミネソタ州内の位置

オースティンは北緯44度5分47秒 西経87度40分30秒 / 北緯44.09639度 西経87.67500度に位置している。ミネアポリス・セントポールの南約145キロメートルに位置している。アイオワ州境に近い。
アメリカ合衆国統計局によると、オースティン市は総面積28.1km²（10.8mi²）である。このうち27.8km²（10.8mi²）が陸地で0.2km²（0.1mi²）が水域である。総面積の0.83%が水域となっている。標高は約370メートルである。
ダウンタウンはほぼ碁盤の目のように区画されており、メイン・ストリートを境に東西、オークランド・アベニューを境に南北に分かれている。州間高速道路90号線は市の北側を周回するように東西に通っている。ダウンタウンの東約3キロメートルにはオースティン市営空港がある。
オースティンの気候は雨が多く涼しい夏と乾燥して寒さの厳しい冬とに特徴付けられる。夏の平均気温は摂氏20度ほどである。冬は日中でも氷点下5-6度、夜は氷点下20度まで下がる。月間の降水量は夏季100-120mm、冬季20-30mm程度である。年間では700mm程度の降水量がある。

## 註
1. ↑  “Quickfacts.census.gov”. 2024年3月25日閲覧。
2. ↑  Historical Weather for Austin, Minnesota, United States of America. Weatherbase.com.